# Raccuja
Raccuja ist eine Stadt der Metropolitanstadt Messina in der Region Sizilien in Italien mit 834 Einwohnern (Stand 31. Dezember 2023).

## Lage und Daten
Raccuja liegt 104 km westlich von Messina. Die Einwohner arbeiten hauptsächlich in der Landwirtschaft.
Die Nachbargemeinden sind Floresta, Montalbano Elicona, San Piero Patti, Sant’Angelo di Brolo, Sinagra und Ucria.

## Geschichte
Der Ort entstand im Mittelalter. Das genaue Gründungsjahr ist nicht bekannt.

## Sehenswürdigkeiten
- Pfarrkirche, im barocken Stil erbaut, im Inneren Skulpturen aus dem 16. Jahrhundert